# Uno Asplund (arkitekt)
Uno Asplund, född 25 december 1920, död 5 maj 2011, var en svensk byggnadsingenjör och arkitekt.
Uno Asplund arbetade på John Wästlunds Arkitektbyrå i Karlstad. Då bolaget 1956 ombildades till Skanark blev Asplund delägare tillsammans med bland andra Janne Feldt och Olle Dahlén. Han ritade bland annat Sandgrund och Ahlmarkshuset i staden.

## Bilder

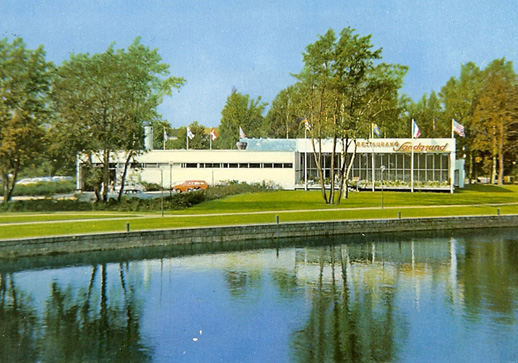
Restaurang Sandgrund på 1960-talet
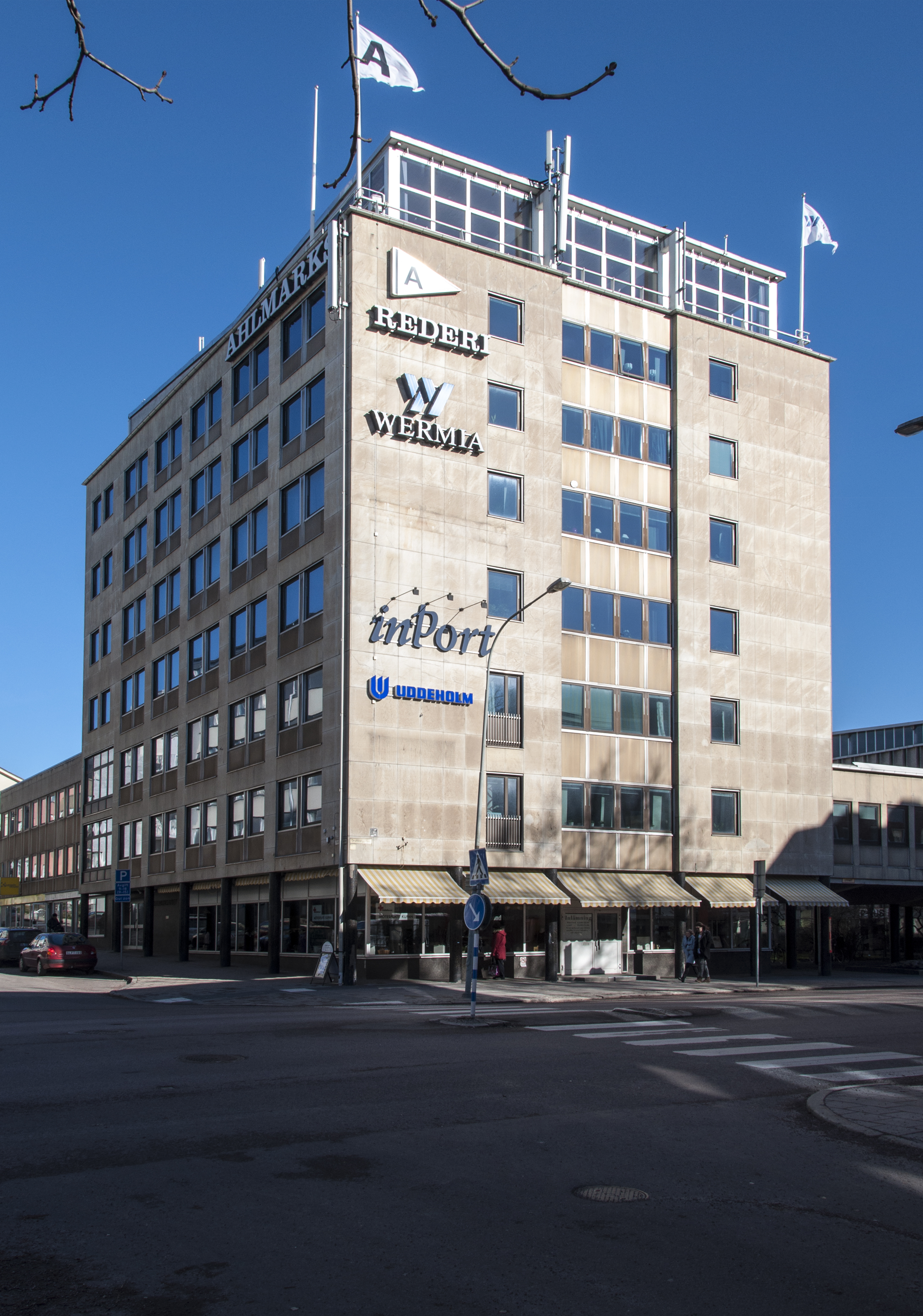
Ahlmarkshuset
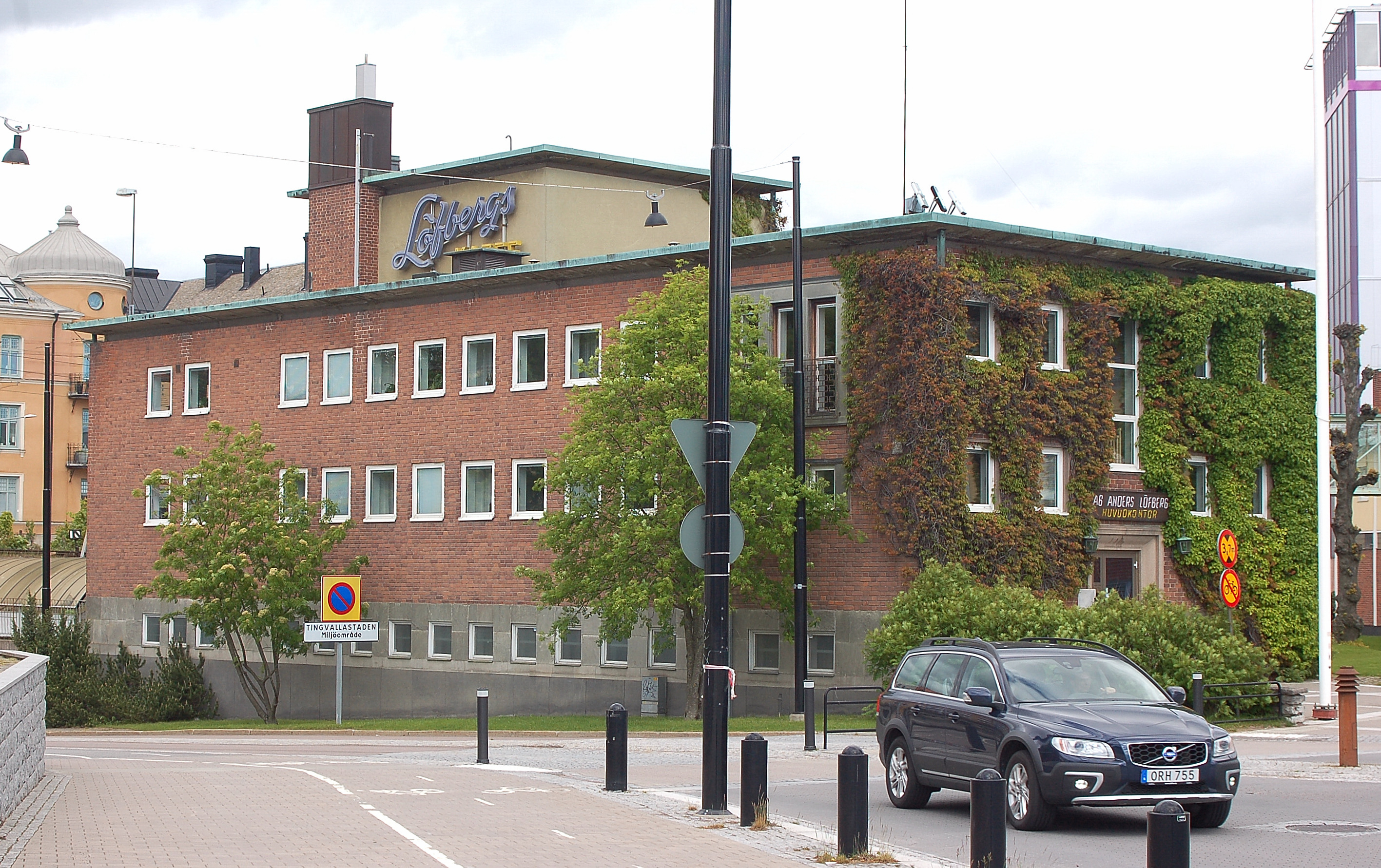
Kontorshus för Löfbergs Lila
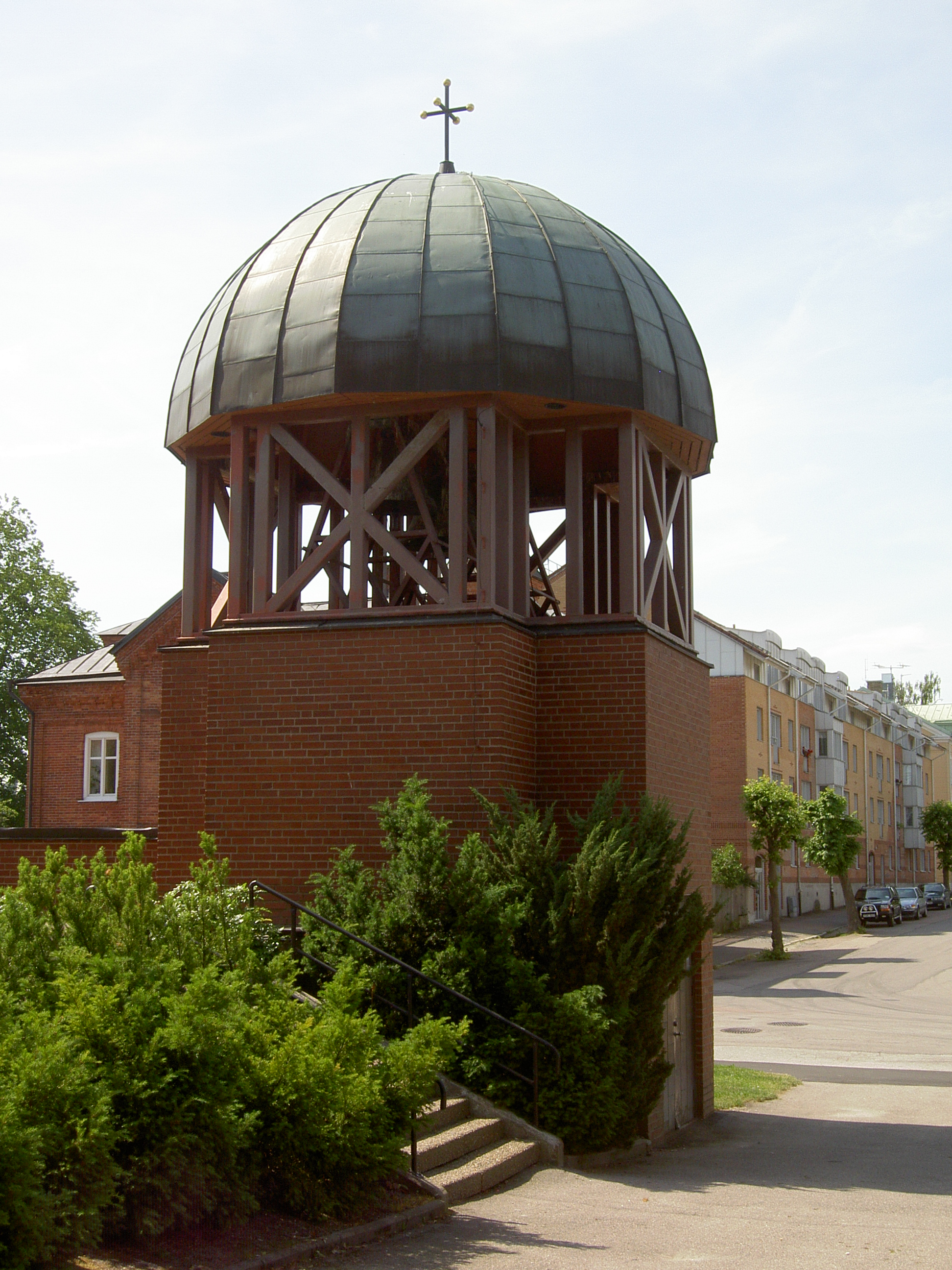
Klocktorn vid Säffle kyrka